# Kesseldorf
Kesseldorf település Franciaországban, Bas-Rhin megyében. Lakosainak száma 450 fő (2022. január 1.). Kesseldorf Beinheim, Forstfeld, Hatten, Niederrœdern és Seltz községekkel határos.

## Népesség
A település népességének változása:
| Lakosok száma | 422  | 408  | 415  | 404  | 415  | 427  | 438  | 445  | 450  |
|               | 2013 | 2015 | 2016 | 2017 | 2018 | 2019 | 2020 | 2021 | 2022 |